# Festival di Cannes 1974
La 27ª edizione del Festival di Cannes si è svolta a Cannes dal 9 al 24 maggio 1974.
La giuria presieduta dal regista francese René Clair ha assegnato il Grand Prix per il miglior film a La conversazione di Francis Ford Coppola.
Per il Festival è l'anno della scoperta degli autori della New Hollywood. Oltre al premio maggiore a Coppola, Steven Spielberg ottiene il premio per la miglior sceneggiatura, Martin Scorsese presenta Mean Streets nella Quinzaine des Réalisateurs.
In quest'edizione fa clamore il mancato riconoscimento del premio come migliore interpretazione femminile a Stefania Sandrelli, che all'ultimo viene bloccata da Monica Vitti, facente parte della giuria, in quanto l'attrice era doppiata.

## Selezione ufficiale

### Concorso
- Gang (Thieves like Us), regia di Robert Altman (USA)
- L'ultima corvé (The Last Detail), regia di Hal Ashby (USA)
- Il était une fois dans l'est, regia di André Brassard (Canada)
- Milarepa, regia di Liliana Cavani (Italia)
- Delitto d'amore, regia di Luigi Comencini (Italia)
- La conversazione (The Conversation), regia di Francis Ford Coppola (USA)
- Sovsem propaščij, regia di Georgij Danelija (Unione Sovietica)
- I violini del ballo (Les violons du bal), regia di Michel Drach (Francia)
- La paura mangia l'anima (Angst essen Seele auf), regia di Rainer Werner Fassbinder (Germania)
- La cage aux ours, regia di Marian Handwerker (Belgio)
- Symptoms l'incubo dei sensi (Symptoms), regia di José Ramón Larraz (Gran Bretagna/Belgio)
- Tanata, regia di Luis Mamerto López-Tapia (Spagna)
- Giochi di gatti (Macskajáték), regia di Károly Makk (Ungheria)
- Abu el Banat, regia di Moshé Mizrahi (Israele)
- Il mediatore (The Nickel Ride), regia di Robert Mulligan (USA)
- Il fiore delle Mille e una notte, regia di Pier Paolo Pasolini (Italia/Francia)
- Stavisky, il grande truffatore (Stavisky...), regia di Alain Resnais (Francia/Italia)
- El santo oficio, regia di Arturo Ripstein (Messico)
- La perdizione (Mahler), regia di Ken Russell (Gran Bretagna)
- Les autres, regia di Hugo Santiago (Francia)
- Garam Hawa, regia di M.S. Sathyu (India)
- La cugina Angelica (La Prima Angélica), regia di Carlos Saura (Spagna)
- Himiko, regia di Masahiro Shinoda (Giappone)
- Sugarland Express (The Sugarland Express), regia di Steven Spielberg (USA)
- Saat el Fahrir Dakkat, Barra ya Isti Mar, regia di Heiny Srour (Gran Bretagna/Libano/Francia)
- Le nove vite di Fritz il gatto (The Nine Lives of Fritz the Cat), regia di Robert Taylor (USA)
- Poslednata duma, regia di Binka Zhelyazkova (Bulgaria)

### Fuori concorso
- Henry Miller, poète maudit, regia di Michèle Arnaud (Francia)
- Lancilotto e Ginevra (Lancelot du Lac), regia di Robert Bresson (Francia/Italia)
- Entr'acte, regia di René Clair (Francia)
- Grandi manovre (Les grandes manoeuvres), regia di René Clair (Francia)
- Amarcord, regia di Federico Fellini  (Italia/Francia)
- Trio infernale (Le trio infernal), regia di Francis Girod (Francia/Germania/Italia)
- The Homecoming, regia di Peter Hall (Gran Bretagna/USA)
- Once, regia di Mort Heilig (USA)
- SPYS (S*P*Y*S), regia di Irvin Kershner (USA)
- Tutta una vita (Toute une vie), regia di Claude Lelouch (Francia)
- 1789, regia di Ariane Mnouchkine (Francia)
- Anche gli uccelli e le api lo fanno, regia di Nicolas Noxon e Irwin Rosten (USA)
- Picasso: The Man and His Work, regia di Edward Quinn (USA)
- Il circo di Tati (Parade), regia di Jacques Tati (Francia)

## Settimana internazionale della critica
- I.F. Stone's Weekly, regia di Jerry Bruck Jr (Canada/USA)
- Hearts and Minds, regia di Peter Davis (USA)
- Lo spirito dell'alveare (El espiritu de la colmena), regia di Víctor Erice (Spagna)
- A Bigger Splash, regia di Jack Hazan (Gran Bretagna)
- Der tod des flohzirkusdirektos, regia di Thomas Koerfer (Svizzera)
- Na wylot, regia di Grzegorz Krolikiewicz (Polonia)
- La tierra prometida, regia di Miguel Littín (Cuba/Cile)
- La paloma, regia di Daniel Schmid (Svizzera)

## Quinzaine des Réalisateurs
- Vai travalhar vagabundo, regia di Hugo Carvana (Brasile)
- La coupe à dix francs, regia di Philippe Condroyer (Francia)
- A Rainha Diaba, regia di Antonio Carlos da Fontoura (Brasile)
- Uirá, um Índio em Busca de Deus, regia di Gustavo Dahl (Brasile)
- Processo per direttissima, regia di Lucio De Caro (Italia/Francia)
- Oltre le dune (Dincolo de nisipuri), regia di Radu Gabrea (Romania)
- L'invenzione di Morel, regia di Emidio Greco (Italia)
- The Migrants, regia di Tom Gries (USA)
- La vérité sur l'imaginaire passion d'un inconnu, regia di Marcel Hanoun (Francia)
- C'era una volta un merlo canterino (Iko shashvi mgalobeli), regia di Otar Iosseliani (Unione Sovietica)
- Occupazioni occasionali di una schiava (Gelegenheitsarbeit einer Sklavin), regia di Alexander Kluge (Germania)
- Les dernieres fiançailles, regia di Jean Pierre Lefebvre (Canada)
- Das manifest, regia di Antonis Lepeniotis (Austria)
- Last Grave at Dimbaza, regia di Nana Mahamo (Sudafrica/Gran Bretagna)
- Sweet Movie, regia di Dušan Makavejev (Canada/Francia/Germania)
- Lars-Ole 5C, regia di Nils Malmros (Danimarca)
- Il saprofita, regia di Sergio Nasca (Italia)
- Let mrtve ptice, regia di Zivojin Pavlovic (Jugoslavia)
- A Noite do Espantalho, regia di Sérgio Ricardo (Brasile)
- Céline e Julie vanno in barca (Céline et Julie vont en bateau), regia di Jacques Rivette (Francia)
- La expropiación, regia di Raoul Ruiz (Cile)
- Mean Streets - Domenica in chiesa, lunedì all'inferno (Mean Streets), regia di Martin Scorsese (USA)
- Padatik, regia di Mrinal Sen (India)
- Il pleut toujours où c'est mouillé, regia di Jean-Daniel Simon (Francia)
- Contra la razon y por la fuerza, regia di Carlos Ortiz Tejeda (Messico)
- Hay que matar al general, regia di Enrique Urteaga (Cile)
- Erica Minor, regia di Bertrand Van Effenterre (Svizzera)
- Die auslieferung, regia di Peter von Gunten (Svizzera)

## Giuria
- René Clair, regista (Francia) - presidente
- Jean-Loup Dabadie, sceneggiatore (Francia)
- Kenne Fant, produttore (Svezia)
- Félix Labisse, artista (Francia)
- Irwin Shaw, scrittore (USA)
- Michel Soutter, regista (Svizzera)
- Monica Vitti, attrice (Italia)
- Alexander Walker, critico (Gran Bretagna)
- Rostislav Yurenev, regista (Unione Sovietica)

## Palmarès
- Grand Prix: La conversazione (The Conversation), regia di Francis Ford Coppola (USA)
- Grand Prix Speciale della Giuria: Il fiore delle Mille e una notte, regia di Pier Paolo Pasolini (Italia/Francia)
- Premio della giuria: La cugina Angelica (La Prima Angélica), regia di Carlos Saura (Spagna)
- Prix d'interprétation féminine: Marie-José Nat - I violini del ballo (Les violons du bal), regia di Michel Drach (Francia)
- Prix d'interprétation masculine: Jack Nicholson - L'ultima corvé (The Last Detail), regia di Hal Ashby (USA)
- Prix du scénario: Hal Barwood, Matthew Robbins e Steven Spielberg - Sugarland Express (The Sugarland Express), regia di Steven Spielberg (USA)
- Grand Prix tecnico: La perdizione (Mahler), regia di Ken Russell (Gran Bretagna)
- Premio FIPRESCI: La paura mangia l'anima (Angst essen Seele auf), regia di Rainer Werner Fassbinder (Germania)
- Premio della giuria ecumenica: La paura mangia l'anima (Angst essen Seele auf), regia di Rainer Werner Fassbinder (Germania)
  - Premio della giuria ecumenica - Menzione speciale: La conversazione (The Conversation), regia di Francis Ford Coppola (USA)
- Menzione speciale: a Charles Boyer, per la sua interpretazione nel film Stavisky, il grande truffatore (Stavisky...) regia di Alain Resnais (Francia/italia)